# Varumärkeslöfte
Varumärkeslöfte är ett löfte till omvärlden som ligger "inbyggt" i ett varumärke. Löftet ska handla om något som är viktigt för den målgrupp som företaget riktar sig till, och helst skilja sig från andra varumärkens löften. Ett varumärkeslöfte fungerar på olika nivåer, som funktionellt, känslomässigt och självuttryckande.